# George Greenland
George Greenland – amerykański aktor filmowy i telewizyjny.

## Kariera
George jako aktor jest reprezentowany przez agenta Dentona Brileya.

## Filmografia

### Filmy
| Rok  | Tytuł            | Tytuł oryginalny | Rola     | Źr.   |
| ---- | ---------------- | ---------------- | -------- | ----- |
| 2021 | Muse             | Muse             | Oliver   | [ 2 ] |
| 2022 | Imperium światła | Empire of Light  | Ryan     | [ 1 ] |
| 2023 | Przybłędy        | The Strays       | Dostawca | [ 1 ] |

### Seriale
| Rok  | Tytuł                 | Tytuł oryginalny | Rola                                            | Źr.   |
| ---- | --------------------- | ---------------- | ----------------------------------------------- | ----- |
| 2022 | Z pamiętnika położnej | Call the Midwife | Pomocnik trenera                                | [ 1 ] |
| 2022 | EastEnders            | EastEnders       | Billy Mitchell                                  | [ 1 ] |
| 2023 | Wszystko, teraz!      | Everything Now   | Nick                                            | [ 3 ] |
| 2024 | Sherlock & Co.        | Sherlock & Co.   | Miles McClaren/Alec Cunningham/Bobby Carruthers | [ 2 ] |
| 2024 | Generation Z          | Generation Z     | Neil                                            | [ 1 ] |